# 1926 în literatură

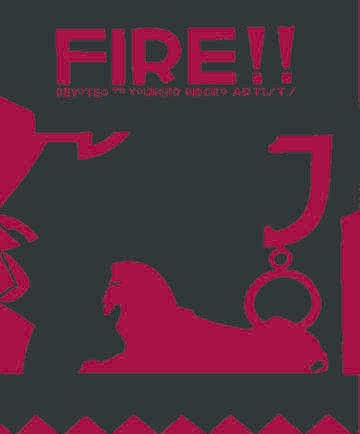
Coperta revistei Fire din 1926

Anul 1926 în literatură a implicat o serie de evenimente și cărți noi semnificative. 

## Premii
- Premiul Nobel pentru Literatură: